# Bara, Timiș
Bara là một xã thuộc hạt Timiș, România. Dân số thời điểm năm 2002 là 378 người.